# Слатов, Юрий Алексеевич
Юрий Алексеевич Слатов (род. 28 мая 1962, Орджоникидзе) — российский музыкант, автор-исполнитель, поэт, писатель
. Солист и заместитель художественного руководителя ансамбля «Голубые береты». Заслуженный артист России.

## Биография
Родился в Северной Осетии в семье военного лётчика; семья несколько раз меняла место жительства, и в первый класс будущий музыкант пошёл в Луцке на Украине, а заканчивал школу в Казани. В 1979 году Юрий поступил на общевойсковой факультет Новосибирского высшего военно-политического училища. Ещё будучи курсантом, активно участвовал в музыкальной самодеятельности — играл на гитаре, пел, был солистом и руководителем курсового вокально-инструментального ансамбля «Русичи». После окончания училища в 1983 году молодой лейтенант получил своё первое назначение — это была должность замполита роты охраны в дисциплинарном батальоне в посёлке Гуково Ростовской области.
Спустя полтора года, осенью 1984 года, лейтенанту Слатову был дан приказ о направлении в Афганистан, причём конкретное место его службы было неожиданно изменено. Первоначально Юрий направлялся на должность замполита одной из рот 101-го мотострелкового полка в город Герат. Однако руководство политотдела 5-й мотострелковой дивизии, узнав, что у вновь прибывшего молодого офицера есть опыт службы в дисбате, перенаправило его в иное подразделение, где ситуация с дисциплиной на тот момент оставляла желать лучшего. Это была 5-я рота 375-го отдельного батальона материального обеспечения (ОБМО), располагавшегося в Шинданде. За два года службы в должности замполита автотранспортной роты Шиндандского ОБМО Юрий Слатов совершил более 70 рейсов, был награждён орденом Красной Звезды. В это же время им было написано 25 песен, многие из которых стали популярны среди военнослужащих ограниченного контингента советских войск в Афганистане, а в дальнейшем предопределили творческую судьбу будущего автора-исполнителя.
По окончании службы в Афганистане осенью 1986 года старший лейтенант Юрий Слатов получил своё следующее назначение — в 9-ю Краснодарскую пластунскую стрелковую дивизию, расположенную в Майкопе, на должность помощника начальника политотдела по комсомольской работе. В 1987 году он был выдвинут на всесоюзный конкурс-фестиваль военной песни «Когда поют солдаты». В том же году Слатов стал победителем этого конкурса в номинации «автор-исполнитель», выступив с песней «Ордена не продаются» — эта композиция на долгие годы стала визитной карточкой его творчества. В 1988 году Юрий был приглашён в агитбригаду для концертных выступлений в различных воинских частях ВДВ вместе с группой «Голубые береты», которая тоже победила в конкурсе «Когда поют солдаты» как вокально-инструментальный коллектив. Вскоре он стал непосредственным участником группы, а затем и заместителем художественного руководителя «Голубых беретов» Сергея Ярового. Одновременно был решён вопрос о новом месте службы Юрия Слатова — он стал пропагандистом отдельного полка связи ВДВ, дислоцирующегося в Московской области. С 1992 года, когда «Голубые береты» получили статус профессионального ансамбля ВДВ, служебными обязанностями всех участников коллектива стали концертные выступления.

## Творчество
Сейчас полковник ВДВ Юрий Слатов — солист, бас-гитарист и заместитель художественного руководителя ансамбля «Голубые береты». Слатов — автор большинства композиций, исполняемых группой, в том числе: «Письмо матери», «Вы рядом с нами», «Вальс выпускников-новосибирцев», «Кавалер Георгия», «Две судьбы», «Мы будем всегда» и многих других. Всего им написано несколько сотен песен и стихов. В 2011 году получил литературную премию имени А. В. Суворова.
У артиста вышло 3 сольных альбома:
- «Жизни моей черновик» (2006) — альбом является ремастерингом записей 1992 года.
- «Дождливое лето» (2007)
- «Моя война. Записки замполита роты» (2006) — в альбом вошли песни, написанные в период службы в Афганистане.

Юрий Слатов возглавляет жюри всероссийского фестиваля-конкурса музыкального творчества патриотической направленности «За Россию и Свободу».
С 2006 по 2019 год был ведущим программы для военнослужащих «Катюша» на Радио Шансон.
Помимо стихов и песен, Юрий Слатов пишет прозу. В 2013 году была издана его книга «Моя война», посвящённая жизни советского автомобильного батальона в Афганистане и своей службе в этой воинской части. Книга дополнена аудиоприложением — одноимённым компакт-диском с 25 песнями афганской тематики, в число которых включены произведения с аналогичного диска 2006 года. Вошедшие в этот альбом композиции артиста, такие как «Ордена не продаются», «Пароль — Афган», «Улетали дембеля», «Грустит настольный календарь», а также регулярно исполняемая на концертах песня «Разговор с портретом» получили всенародное признание как одни из лучших образцов авторской песни воинов-афганцев.